# Діогу де Тейве
Діо́гу де Тéйве (порт. Diogo de Teive) — португальський мореплавець XV століття.
Використовуючи як базу азорський острів Терсейра, здійснив кілька подорожей у пошуках легендарного острова Бразиль. У 1452 р. — під час другої мандрівки разом із сином Жуаном — відкрив острови Азорського архіпелагу Флореш та Корву. Був за це призначений португальським принцем Енріке Мореплавцем на посаду капітана-донатаріо цих двох островів, а також нагороджений маєтком на Мадейрі.